# Alfabeto popolare romanizzato
L'Alfabeto popolare romanizzato (in inglese: Romanized Popular Alphabet, in sigla RPA) o Hmong RPA, è un sistema di romanizzazione di diversi dialetti della Lingua hmong. Creato in Laos tra il 1951 e il 1953 da un gruppo di missionari e consiglieri Hmong.  Divenne il sistema più diffuso per la scrittura della lingua Hmong in occidente. È usato anche in Asia sud-orientale e in Cina insieme ad altri sistemi di scrittura.

## Consonanti e vocali
| Occlusive               | Nasali  | Nasali | Nasali | Nasali   | Stop      | Stop       | Stop      | Stop    | Stop       | Stop      | Stop      | Stop      | Stop      | l      | Affricative | Affricative |
| Occlusive               | ny      | n      | m      | ml       | p         | pl         | t         | d       | dl         | r         | c         | k         | q         | l      | tx          | ts          |
| ----------------------- | ------- | ------ | ------ | -------- | --------- | ---------- | --------- | ------- | ---------- | --------- | --------- | --------- | --------- | ------ | ----------- | ----------- |
| Unmodified              | /ɲ/     | /n/    | /m/    | /mˡ/     | /p/       | /pˡ/       | /t/       | /d/     | /tˡ/       | /ʈ/       | /c/       | /k/       | /q/       | /l/    | /ts/        | /ʈʂ/        |
| Preceding ⟨n⟩           |         |        |        |          | np /ᵐb/   | npl /ᵐbˡ/  | nt /ⁿd/   |         | ndl /ⁿdˡ/  | nr /ᶯɖ/   | nc /ᶮɟ/   | nk /ᵑɡ/   | nq /ᶰɢ/   |        | ntx /ⁿdz/   | nts /ᶯɖʐ/   |
| Preceding/Following ⟨h⟩ | hny /ɲ̥/ | hn /n̥/ | hm /m̥/ | hml /m̥ɬ/ | ph /pʰ/   | plh /pɬ/   | th /tʰ/   | dh /dʱ/ | dlh /tɬ/   | rh /ʈʰ/   | ch /cʰ/   | kh /kʰ/   | qh /qʰ/   | hl /ɬ/ | txh /tsʰ/   | tsh /ʈʂʰ/   |
| ⟨n⟩ and ⟨h⟩             |         |        |        |          | nph /ᵐbʱ/ | nplh /ᵐbɮ/ | nth /ⁿdʱ/ |         | ndlh /ⁿdɮ/ | nrh /ᶯɖʱ/ | nch /ᶮɟʱ/ | nkh /ᵑɡʱ/ | nqh /ᶰɢʱ/ |        | ntxh /ⁿdzʱ/ | ntsh /ᶯɖʐʱ/ |

- La Occlusiva glottidale sorda non è indicata nell'ortografia. Le poche vere vocali ad inizio parola sono indicate da un apostrofo, che così agisce da Iniziale silenziosa.

| Fricatives | Labial | Labial | Coronal | Coronal | Coronal | Dorsal | Dorsal | Glottal |
| Fricatives | f      | v      | x       | s       | z       | y      | xy     | h       |
| ---------- | ------ | ------ | ------- | ------- | ------- | ------ | ------ | ------- |
|            | /f/    | /v/    | /s/     | /ʂ/     | /ʐ/     | /ʝ/    | /ç/    | /h/     |

| Vocali | Monottonghi | Monottonghi | Monottonghi | Monottonghi | Monottonghi | Monottonghi | Nasalizzate | Nasalizzate | Nasalizzate | Dittonghi | Dittonghi | Dittonghi | Dittonghi | Dittonghi |
| Vocali | i           | e           | a           | o           | u           | w           | ee          | aa          | oo          | ai        | aw        | au        | ia        | ua        |
| ------ | ----------- | ----------- | ----------- | ----------- | ----------- | ----------- | ----------- | ----------- | ----------- | --------- | --------- | --------- | --------- | --------- |
|        | /i/         | /e/         | /a/         | /ɔ/         | /u/         | /ɨ/         | /ẽ/         | /ã/         | /ɔ̃/         | /ai/      | /aɨ/      | /au/      | /iə/      | /uə/      |

## Toni
RPA indica il tono con lettere scritte alla fine delle sillabe piuttosto che con segni diacritici come nell'alfabeto vietnamita o in pinyin.
A differenza del cinese e del vietnamita tutte le sillabe Hmong terminano in vocale, questo significa che usando lettere consonanti si indica il tono evitando confusioni e ambiguità.
| Tone                               | Example            | Orthographic Spelling |
| ---------------------------------- | ------------------ | --------------------- |
| Alto                               | /pɔ́/ 'ball'        | pob                   |
| Medio                              | /pɔ/ 'spleen'      | po                    |
| Basso                              | /pɔ̀/ 'thorn'       | pos                   |
| Alto discendente                   | /pɔ̂/ 'female'      | poj                   |
| Medio ascendente                   | /pɔ̌/ 'to throw'    | pov                   |
| Voce scricchiolante                | /pɔ̰/ 'to see'      | pom1                  |
| Basso discendente, voce sussurrata | /pɔ̤/ 'grandmother' | pog                   |